# Gerhard Lange (Generalmajor)
Gerhard Lange (* 20. Januar 1935 in Magdeburg; † 30. Januar 1990 in Suhl) war ein deutscher Generalmajor im Ministerium für Staatssicherheit der DDR. 

## Leben
Gerhard Lange wuchs als Sohn eines Ofensetzers und einer Hausfrau in Magdeburg auf. Nach dem Abitur studierte er Jura von 1953 bis 1957 an der Martin-Luther-Universität Halle-Wittenberg und beendete das Studium als Diplom-Jurist. Bis 1959 war er dort als wissenschaftlicher Assistent tätig. 
Im Jahr 1954 trat Lange in die SED ein. Er wechselte 1959 zum Ministerium für Staatssicherheit in der Bezirksverwaltung Halle, Abteilung IX (Untersuchungsorgan). Mit 34 Jahren wurde er 1969 zum Stellvertretenden Leiter der Bezirksverwaltung befördert. 1973/74 wurde er zur Parteihochschule „Karl Marx“ delegiert. Von April 1981 bis Dezember 1989 war Lange der Leiter der Bezirksverwaltung Suhl des Ministeriums für Staatssicherheit. Mit 48 Jahren wurde er im Jahr 1983 zum Generalmajor ernannt. 
Mit der Besetzung und Auflösung der Bezirksverwaltung Suhl am 5. Dezember 1989 endete seine Karriere. Lange wurde im Zuge des politischen Umbruchs in der DDR aus seinen Ämtern entlassen. 
Gerhard Lange starb am 30. Januar 1990 im Alter von 55 Jahren durch Suizid. Nach Angaben der Polizei hatte er sich in seiner Wohnung erschossen.